# CSKA Almatı FK
CSKA Almatı FK (Kazachs ЦСКА Алматы ФК) is een voetbalclub uit Almaty in Kazachstan.
Zoals alle sportclubs met de naam CSKA had de club (SK CSKA Alma-Ata, Russisch СК ЦСКА Алма-Ата) vóór het uiteenvallen van de Sovjet-Unie nauwe banden met het Rode Leger. Aan het eerste seizoen van de onafhankelijke Kazachse Topdivisie neemt de club deel, maar eindigt als laatste. Omdat er in die tijd nog geen gestructureerde lagere divisies waren in Kazachstan, is onduidelijk op welk niveau de club vervolgens uitkomt, tot de club vanaf 1998 weer enkele seizoenen in de Topdivisie speelt, als vervanger van stadgenoot Qayrat FK Almatı (dat in 1997 verplicht degradeert); de club doet dat onder de naam CSKA-Qayrat FK Almatı (Kazachs ЦСКА-Қайрат ФК Алматы). Met het officieel wijzigen van de Russische naam Alma-Ata in het Kazachse Almaty (in 1994) was de club natuurlijk ook al van naam veranderd: CSKA Almatı FK. Na de terugkeer van Qayrat FK Almatı in de Topdivisie, spelen beide teams tegelijk in de hoogste divisie, tot CSKA-Qayrat FK Almatı in 2000 plotseling wordt opgeheven; wat er van de club overblijft, zoekt z'n heil bij Qayrat. Korte tijd later maakt de club een doorstart onder de naam CSKA-Jiger FK Almatı (Kazachs ЦСКА-Жігер ФК Алматы, maar degradeert in 2002 uit de Pervoj-Liga; in 2010 verschijnt de club onder de oude naam CSKA Almatı FK na een afwezigheid van acht jaar weer in de Eerste Divisie, waarin ze nu nog steeds uitkomt.
CSKA Almatı FK speelt zijn wedstrijden in het UTC CSKA MO PK-stadion in Almaty, dat een capaciteit van 2000 toeschouwers heeft.

## Erelijst
-

## Historie in dePremjer-Liga
| Jaar | Competitie   | Prestatie                                                                           | (Naam)                |
| ---- | ------------ | ----------------------------------------------------------------------------------- | --------------------- |
| 1992 | Topdivisie   | 13de plaats in voorrondegroep B, 25ste (10de) in de degradatiegroep en gedegradeerd | SK CSKA Alma-Ata      |
| 1993 | Topdivisie   |                                                                                     |                       |
| 1994 | Topdivisie   |                                                                                     |                       |
| 1995 | Topdivisie   |                                                                                     |                       |
| 1996 | Topdivisie   |                                                                                     |                       |
| 1997 | Topdivisie   |                                                                                     |                       |
| 1998 | Topdivisie   | 7de plaats in de eindstand                                                          | CSKA-Qayrat FK Almatı |
| 1999 | Topdivisie   | 12de plaats in de eindstand                                                         | CSKA-Qayrat FK Almatı |
| 2000 | Topdivisie   | 9de plaats in de eindstand en opgeheven                                             | CSKA-Qayrat FK Almatı |
| 2001 | Topdivisie   |                                                                                     |                       |
| 2002 | Superliga    |                                                                                     |                       |
| 2003 | Superliga    |                                                                                     |                       |
| 2004 | Superliga    |                                                                                     |                       |
| 2005 | Superliga    |                                                                                     |                       |
| 2006 | Superliga    |                                                                                     |                       |
| 2007 | Superliga    |                                                                                     |                       |
| 2008 | Premjer-Liga |                                                                                     |                       |
| 2009 | Premjer-Liga |                                                                                     |                       |
| 2010 | Premjer-Liga |                                                                                     |                       |
| 2011 | Premjer-Liga |                                                                                     |                       |
| 2012 | Premjer-Liga |                                                                                     |                       |
| 2013 | Premjer-Liga |                                                                                     |                       |

## Naamsveranderingen
Alle naamswijzigingen van de club op een rijtje:
| Jaar (Datum)          | Nieuwe naam (Russisch: Nederlandse transcriptie) (Kazachs: Qaydar-transcriptie) | Nieuwe Russische naam (t/m 1991) | Nieuwe Kazachse naam (vanaf 1992) |                      |
| --------------------- | ------------------------------------------------------------------------------- | -------------------------------- | --------------------------------- | -------------------- |
| ...                   | SK CSKA Alma-Ata                                                                | СК ЦСКА Алма-Ата                 |                                   |                      |
| 1992                  | CSKA Alma-Ata FK                                                                |                                  | ЦСКА Алма-Ата ФК                  |                      |
| 1994                  | CSKA Almatı FK                                                                  |                                  | ЦСКА Алматы ФК                    |                      |
| 1998                  | CSKA-Qayrat FK Almatı                                                           |                                  |                                   |                      |
| ЦСКА-Қайрат ФК Алматы | 2000                                                                            | CSKA-Jiger FK Almatı             |                                   | ЦСКА-Жігер ФК Алматы |
| 2010?                 | CSKA Almatı FK                                                                  |                                  | ЦСКА Алматы ФК                    |                      |

Akademija ·
Aqjaıyq ·
Aqtöbe B ·
FC Arys ·
Astana FK-M ·
Ekibastuz ·
Jeńis ·
Kairat-Zhas ·
Kyran Shymkent ·
Yelimay Semay ·
Taraz ·
FC Khan Tengri ·
Turan ·
FC Turkistan ·
Zhas Kyran Almati
Premjer-Liga · 
birinşi lïgası ·
Beker van Kazachstan · 
Supercup van Kazachstan

Kazachse deelnemers aan de AFC-toernooien · 
Kazachse deelnemers aan de UEFA-toernooien

Kazachse voetbalbond · 
Kazachs voetbalelftal